# Aherahu
Aherahu – wyspa w zachodniej Estonii na północ od wyspy Ahelaid. Leży na Morzu Bałtyckim.